# Хілков Григорій Дмитрович
Григо́рій Дми́трович Хілко́в (рос. Григорий Дмитриевич Хилков; 24 серпня (5 вересня) 1835 — 26 липня (7 серпня) 1885) — російський князь (29-е коліно від Рюрика ). Церемоніймейстер імператорського двору. Дійсний статський радник. Співробітник Археографічної комісії Міністерства народної освіти. Один із найбільших російських кіннозаводчиків другої половини XIX століття. Віце-президент Московського скакового товариства. Чоловік княгині Ганни Хілкової (уродженої Оболенської), видавець (разом із дружиною) рукописної спадщини її батька — історика-архівіста Михайла Оболенського.

## Біографія

### Родина
Батько Григорія — статський радник, князь Дмитро Олександрович (1789 — не раніше від 1860) — був учасником франко-російської війни 1812 року, полковником у відставці. Він служив секретарем імператриці Марії Федорівни, а від 1827 року перебував при імператорові Миколі I .
Мати — княгиня Єлизавета Григорівна з Волконських. Григорій мав брата Олександра, сестер Марію, Парасковію, Олександру, Ольгу .
Сенатом сини статського радника Олександр і Григорій Дмитровичі були затверджені в князівському званні із занесенням до п'ятої частини Родовідної книги .
21 квітня (3 травня) 1863 року одружився з Ганною Михайлівною Оболенською (30-е коліно від Рюрика ). Дітей у них не було.

### Археографічна комісія
Григорій Хілков був співробітником Археографічної комісії. 1879 року в Санкт-Петербурзі побачив світ «Збірник князя Хілкова», в якому Григорій Дмитрович продовжив працю дружини з видання творчої спадщини її батька. У передмові Григорій Хілков писав:
| Після покійного тестя мого, гофмейстера, князя Михайла Андрійовича Оболенського, крім слов'янських рукописів, що надійшли після його смерті в Московський головний архів Міністерства закордонних справ, залишилося ще зібрання старовинних документів історично-юридичного змісту. Спадкоємиця покійного князя, дружина моя княгиня Анна Михайлівна, яка видала вже у світ, 1875 року, більшу частину рукописних досліджень і нотаток князя з руських і слов'янських старожитностей, передала мені згадані документи для опублікування тих із них, які матимуть значення для російської історії. Не обмежуючись зазначеними матеріалами, я побажав доповнити свою збірку витягами цікавих документів з інших сховищ давньої писемності. Оригінальний текст (рос.) После покойного тестя моего, гофмейстера, князя Михаила Андреевича Оболенского, кроме славянских рукописей, поступивших после его смерти в Московский главный архив Министерства иностранных дел, осталось еще собрание старинных документов историко-юридического содержания. Наследница покойного князя, супруга моя княгиня Анна Михайловна, издавшая уже в свет, в 1875 году, большую часть оставшихся в рукописях исследований т заметок князя по русским и славянским древностям, передала мне упомянутые документы для напечатания тех из них, которые окажутся имеющими значение для русской истории. Не ограничиваясь означенными материалами, я пожелал дополнить свой сборник извлечением любопытных документов из других хранилищ древней письменности. |
До збірника увійшло 252 акти XV—XVIII століть. Із 400 примірників збірника князь залишив собі тільки 25, а решту пожертвував на користь Археографічної комісії, за що на її засіданні, яке відбулося 21 березня 1879 року, князеві було висловлено найщирішу вдячність.
1880 року князь Хілков висловив готовність своїм коштом надрукувати п'ять прибутково-видаткових книг Казенного приказу, що зберігалися в Центральному архіві міністерства Імператорського Двору. На черговому засіданні Археографічної комісії було відзначено новий прояв уваги князя до вітчизняної історії. Коштом князя також було здійснено третє видання книги Григорія Кокошихіна «Про Росію під час царювання Олексія Михайловича» (Санкт-Петербург, 1884).

### Вирощування коней
Коней, що вирощував Григорій Хілков, згадав Антон Чехов у циклі фейлетонів «Скалки московського життя» (рос. «Осколки московской жизни»). У фейлетоні, опублікованому 1 вересня 1884 року в журналі «Осколки», він писав:
| Небо все літо плакало. Плакало, звичайно, від розчулення. Зворушували його перовські та царицинські аматори-актори, фотограф Настюков, молоді люди, що танцювали кадриль в Хімках, і хілковські коні. Оригінальний текст (рос.) Небо всё лето плакало. Плакало, конечно, от умиления. Умиляли его перовские и царицынские любители-актёры, фотограф Настюков, молодые люди, танцевавшие кадриль в Химках, и хилковские лошади. |
Князь звертав увагу і на проблеми освіти. Так, 1869 року Григорій Хілков виявив готовність здійснити пожертву на користь училищ і учнів Новосільського повіту Тульської губернії. Найкращому учневі, що закінчує курс наук, він пообіцяв «давати в нагороду на господарство теличку та дворічну кобилку і щорічно на передплату книг 10 рублів» .

### Нагороди
- Орден Святого Станіслава другого ступеня
- Світло-бронзова медаль у пам'ять війни 1853—1856 років
- Темно-бронзова медаль у пам'ять коронування їх імператорських величностей

### Пам'ять
Помер Григорій Хілков за чотири тижні до свого 50-річчя. Поховано князя в Москві на Ваганьковському кладовищі. 7 грудня 1885 року на засіданні Археографічної комісії пам'ять про Григорія Дмитровича, який до кінця життя був співробітником комісії і матеріально підтримав низку здійснених нею видань, було вшановано теплою згадкою та вставанням .
Після смерті чоловіка княгиня Хілкова висловила бажання в якомусь селі Подільської губернії, де вона була значною землевласницею, збудувати храм у пам'ять Григорія Дмитровича. За вказівкою подільського єпископа Доната вона вибрала Шутнівці. 12(24) квітня 1888 року тут було закладено новий храм, а до 1891 року будівництво церкви повністю завершено. Цей храм, влаштований княгинею Хілковою, був кам'яним, великим, гарним як ззовні, так і всередині. Ганна Михайлівна подарувала церкві трьох'ярусний іконостас, дорогі ікони, лампади, срібне начиння, облачення. З ікон, пожертвуваних княгинею Хілковою, найзначнішою була невелика старовинна ікона Божої Матері «Троєручиця», яку встановили над царськими вратами. 13(25) жовтня 1891 року преосвященний Димитрій урочисто освятив церкву в ім'я святого Григорія, Просвітителя Вірменії, ім'я якого носив покійний чоловік будівниці церкви — князь Григорій Дмитрович Хілков.